# セルゲイ・デレフヤンチェンコ
セルゲイ・デレフヤンチェンコ（ウクライナ語: Сергей Вячеславович Деревянченко, ラテン文字転写: Sergiy Vyacheslavovich Derevyanchenko、1985年10月31日 - ）は、ウクライナのプロボクサー。フェオドシヤ出身。

## 来歴

### アマチュア時代
2007年、世界ボクシング選手権大会にミドル級（75kg）で出場し、準決勝でマット・コロボフに敗れたが銅メダルを獲得した。
2008年、北京オリンピックにミドル級で出場し、2回戦でエミリオ・コレアに敗れた。
2009年、世界ボクシング選手権大会にミドル級で出場し、準々決勝でビジェンデル・シンに敗れた。
2010年から2014年の間にはワールド・シリーズ・オブ・ボクシングに出場。24戦23勝1敗の戦績を残した。唯一黒星を喫した1敗はブライアン・カルロス・カスターノに敗れたものである。

### プロ時代
2014年5月28日、プロデビュー前にディベイラ・エンターテイメントと契約を結んた。。
2014年7月23日、ニューヨークのBB・キング・ブルース・クラブ・アンド・グリルでプロデビュー戦を行い、2回終了で棄権した為TKO勝ちを収めた。
2014年10月31日、有力マネージャーのアル・ヘイモンと契約した。
2016年3月15日、カリフォルニア州ナイスのロビンソン・ ランチェリア・リゾート・アンド・カジノでマイク・ガイと対戦し、8回2分24秒TKO勝ちを収めた。
2016年7月21日、コネチカット州レッドヤードのフォックスウッズ・リゾート・カジノで元IBF世界ミドル級王者サム・ソリマンとIBF世界ミドル級2位決定戦を行い、2回2分41秒TKO勝ちを収め2位の座を手にした。
2017年3月14日、ミシシッピ州トゥニカのフィッツ・トゥニカ・カジノ・アンド・ホテルでケマヒル・ラッセルと対戦し、5回1分6秒TKO勝ちを収めた。
2017年8月25日、オクラホマ州マイアミのバッファロー・ラン・カジノでIBF世界ミドル級1位のトレアノ・ジョンソンとIBF世界ミドル級挑戦者決定戦を行い、12回40秒TKO勝ちを収めゲンナジー・ゴロフキンへの挑戦権を獲得した。
2018年4月20日、IBFがゴロフキンに対し指名挑戦者デレフヤンチェンコの陣営が指名試合を行うようゴロフキンに要求するが、ゴロフキンはビッグビジネスにならないデレフヤンチェンコとの指名試合には興味を示さず、同年6月6日、IBFはデレフヤンチェンコとの指名戦が合意されなかったとしてゴロフキンの王座を剥奪した。
2018年10月27日、フールー・シアターでIBF世界ミドル級3位のダニエル・ジェイコブスとIBF世界ミドル級王座決定戦を行い、12回1-2(114-113、2者が112-115)の判定負けを喫し王座を獲得出来なかった。
2018年12月8日、IBFはセルゲイ・デレフヤンチェンコとジャック・クルカイにIBF世界ミドル級王者ダニエル・ジェイコブスへの指名挑戦者決定戦で対戦するよう指令を出した。
2019年1月15日、IBF世界ミドル級挑戦者決定戦の入札が行われ、セルゲイ・デレフヤンチェンコを擁するディベイラ・エンターテイメントが425,515ドルを提示し、クルカイを擁するインゴ・ヴォルクマンのアルゴ・スポーツが提示した397,713ドルを上回った為、ディベイラ・エンターテイメントが興行権を獲得した。
2019年4月13日、ミネアポリスのミネアポリス・アーモリーでジャック・クルカイとIBF世界ミドル級挑戦者決定戦を行い、12回3-0 (116-112×2、115-113) の判定勝ちを収めダニエル・ジェイコブスへの挑戦権を獲得した。
2019年5月15日、IBFが王者サウル・アルバレスとIBF世界ミドル級1位のセルゲイ・デレフヤンチェンコに指名戦を行うよう指令した。交渉期限の6月14日までに対戦合意に達しない場合は入札を通知した。
2019年8月2日、交渉期限が何度も延期されたがセルゲイ・デレフヤンチェンコとの指名戦を行う交渉がまとまらず、IBFはアルバレスのIBFミドル級王座を剥奪した。
2019年10月5日、マディソン・スクウェア・ガーデンでサウル・アルバレスの王座剥奪に伴うIBF・IBO世界ミドル級王座決定戦をIBF世界ミドル級3位ゲンナジー・ゴロフキンと行い、12回0-3（2者が113-115、113-114）の判定負けを喫しまたしても王座を獲得出来なかった。一方ゴロフキンは勝利したものの非常に僅差の試合であり、トレーナーのジョナサン・バンクスも3-0とジャッジ全員がゴロフキン勝利を支持したことに正直驚いたと語っている。
2020年9月26日、コネチカット州のモヒガン・サン・カジノでWBC世界ミドル級王者ジャーモール・チャーロと対戦し、12回判定負けで王座獲得に失敗した。
2021年12月5日、ロサンゼルスのステイプルズ・センターにてWBC世界ミドル級挑戦者決定戦で1階級下のWBC世界スーパーウェルター級8位カルロス・アダメスと対戦し、10回0-2の判定負けを喫した。この試合でデレフヤンチェンコは20万ドル（約2280万円）、アダメスは5万ドル（約570万円）のファイトマネーを稼いだ。

## 戦績
- プロボクシング：21戦 15勝 (10KO) 6敗

| 戦           | 日付           | 勝敗 | 時間     | 内容    | 対戦相手                   | 国籍           | 備考                                                                 |
| ------------ | -------------- | ---- | -------- | ------- | -------------------------- | -------------- | -------------------------------------------------------------------- |
| 1            | 2014年7月13日  | ☆    | 2R 終了  | TKO     | クロムウェル・ゴードン     | アメリカ合衆国 | プロデビュー戦                                                       |
| 2            | 2014年10月1日  | ☆    | 4R       | 判定3-0 | ラアテクウェイ・ハモンド   | ガーナ         |                                                                      |
| 3            | 2014年12月12日 | ☆    | 1R 2:50  | KO      | ラウル・ムニョス           | メキシコ       |                                                                      |
| 4            | 2015年2月20日  | ☆    | 2R 1:42  | TKO     | ヴラーディー・ビィオッシー | カーボベルデ   |                                                                      |
| 5            | 2015年4月10日  | ☆    | 4R 1:17  | TKO     | アラン・カムパ             | メキシコ       |                                                                      |
| 6            | 2015年8月7日   | ☆    | 8R       | 判定3-0 | エルヴィン・アヤラ         | アメリカ合衆国 |                                                                      |
| 7            | 2015年11月14日 | ☆    | 5R 2:18  | KO      | ジェシー・ニックロウ       | アメリカ合衆国 |                                                                      |
| 8            | 2016年3月15日  | ☆    | 8R 2:24  | TKO     | マイク・ガイ               | アメリカ合衆国 |                                                                      |
| 9            | 2016年7月21日  | ☆    | 2R 2:41  | TKO     | サム・ソリマン             | オーストラリア | IBF世界ミドル級2位決定戦                                             |
| 10           | 2017年3月14日  | ☆    | 5R 1:06  | TKO     | ケマヒル・ラッセル         | ジャマイカ     |                                                                      |
| 11           | 2017年8月25日  | ☆    | 12R 0:40 | TKO     | トレアノ・ジョンソン       | バハマ         | IBF世界ミドル級挑戦者決定戦                                          |
| 12           | 2018年3月3日   | ☆    | 6R 終了  | TKO     | ダーション・ジョンソン     | アメリカ合衆国 |                                                                      |
| 13           | 2018年10月27日 | ★    | 12R      | 判定1-2 | ダニエル・ジェイコブス     | アメリカ合衆国 | IBF世界ミドル級王座決定戦                                            |
| 14           | 2019年4月13日  | ☆    | 12R      | 判定3-0 | ジャック・クルカイ         | ドイツ         | IBF世界ミドル級挑戦者決定戦                                          |
| 15           | 2019年10月5日  | ★    | 12R      | 判定0-3 | ゲンナジー・ゴロフキン     | カザフスタン   | IBF・IBO世界ミドル級王座決定戦                                       |
| 16           | 2020年9月26日  | ★    | 12R      | 判定0-3 | ジャーモール・チャーロ     | アメリカ合衆国 | WBC世界ミドル級タイトルマッチ                                        |
| 17           | 2021年12月5日  | ★    | 10R      | 判定0-2 | カルロス・アダメス         | ドミニカ共和国 |                                                                      |
| 18           | 2022年7月30日  | ☆    | 10R      | 判定3-0 | ジョシュア・コンリー       | アメリカ合衆国 |                                                                      |
| 19           | 2023年6月10日  | ★    | 12R      | 判定0-3 | ハイメ・ムンギア           | メキシコ       | WBCスーパーミドル級シルバー王座決定戦                                |
| 20           | 2024年4月20日  | ☆    | 10R      | 判定3-0 | ボーン・アレクサンダー     | アメリカ合衆国 |                                                                      |
| 21           | 2024年8月17日  | ★    | 10R      | 判定0-3 | クリスチャン・エンビリ     | フランス       | WBAインターナショナル・WBCアメリカ大陸スーパーミドル級タイトルマッチ |
| テンプレート |                |      |          |         |                            |                |                                                                      |

## 獲得タイトル
アマチュア
- 2007年世界ボクシング選手権大会ミドル級 銅メダル

## ペイ・パー・ビュー売上げ
| 日付          | イベント | 売上げ          | テレビ局 |
| ------------- | --- | --------------- | -------- |
| 2020年9月26日 | ジャーモール・チャーロ vs. セルゲイ・デレフヤンチェンコ（第一部） ジャーメル・チャーロ vs. ジェイソン・ロサリオ（第二部） | 10万件 - 12万件 | Showtime |